# Peștera - Deleni
Peștera - Deleni este o arie protejată (sit de importanță comunitară — SCI) din România, desemnată în scopul protejării biodiversității și menținerii într-o stare de conservare favorabilă a florei spontane și faunei sălbatice, precum și a habitatelor naturale de interes comunitar aflate în arealul zonei de protecție. Aceasta este întinsă pe o suprafață de 2.549,3 ha, integral pe uscat.

## Localizare
Centrul sitului Peștera - Deleni este situat la coordonatele 44°06′55″N 28°04′59″E / 44.115219°N 28.083069°E. Situl se întinde pe teritoriile administrative ale comunelor: Adamclisi, Ciocârlia, Deleni și Peștera din județul Constanța.

## Înființare
Situl Peștera - Deleni a fost declarat sit de importanță comunitară (ROSCI0353) în septembrie 2011 pentru a proteja 2 specii de animale.

## Biodiversitate
Situată în ecoregiunea de stepă, aria protejată nu include niciun habitat protejat.
La baza desemnării sitului se află mai multe specii protejate de  mamifere (2): hamster românesc (Mesocricetus newtoni), popândău (Spermophilus citellus).